# Apleurus
Apléurus — рід жуків родини Довгоносики (Curculionidae).

## Зовнішній вигляд
Жуки цього роду мають середні та досить великі розміри, довжина їх тіла знаходиться у межах 5.2-21.4   мм.
Основні ознаки роду:
- головотрубка із кілем посередині;
- очі загострені донизу;
- передньоспинка пунктирована, за очима несе війки різної довжини, найдовші — за основою очей;
- центральна опукла частина передньоспинки чорна, вкрита негустими білими лусочками, які на її боках утворюють дві поздовжні смуги;
- 1-й членик джгутика вусиків довший за 2-й або рівний йому по довжині, 2-й   членик приблизно квадратної форми або трохи видовжений;
- лапки знизу вкриті волосками, але не мають, принаймні на перших члениках, підошви з густих волосків;
- кожна гомілка має на верхівці зубець.

Детальний опис зовнішньої будови дивись.

## Спосіб життя
Вивчений слабко, ймовірно, він типовий для Cleonini . Жуки мешкають на напівпустельних та пустельних ділянках, піскових дюнах, посушливих луках, високогір'ях (на висоті до 3385  м над рівнем моря). Імаго знаходили на рослинах з багатьох родин, але які з них є кормовими для личинок, достеменно невідомо. Вважають, що це, найімовірніше, айстрові: єдина родина, з якою пов'язані дорослі жуки усіх видів Apleurus.

## Географічне поширення
Усі види роду поширені у Північній Америці, на території Мексики та США (крім півночі). Ареали їх тяжіють до центру та заходу континенту, жоден вид не знайдений поблизу атлантичного узбережжя США. Ареали деяких видів невеликі, наприклад, Apleurus porosus відомий лише на півострові Каліфорнія. З іншого боку, Apleurus lutulentus поширений від центру США до півдня Мексики. Особливості поширення стали підставою для припущення, що у прадавні часи ареал роду обмежувався Берингією, звідки жуки протягом пізнього еоцену заселяли степи й луки (або екосистеми — їх попередники) у Північній Америці. Нові умови життя, зростання посушливості згодом спричинили утворення нових видів роду.

## Класифікація
Описано вісім видів роду, їх розподілено на два підроди:

- Gibbostethus

- Apleurus hystrix (Fall, 1913)

- Apleurus

- Apleurus aztecus (Champion 1906)
- Apleurus angularis LeConte, 1859
- Apleurus albovestitus Casey, 1891
- Apleurus jacobinus Casey, 1891
- Apleurus lutulentus LeConte, 1859
- Apleurus porosus LeConte, 1876
- Apleurus saginatus Casey, 1891